# Niels Møller (operasanger)
 Der er flere personer med dette navn, se Niels Møller.
Niels Daniel Schou Møller (født 4. september 1922 i Gørlev Sogn, død 16. december 1995) var en dansk operasanger (tenor), der havde en international karriere med optræden bl.a. ved Festspillene i Bayreuth 1960-65, hvor han sang Erik i Den flyvende hollænder og Melot i Tristan og Isolde, begge af Richard Wagner.
Han begyndte som baryton med debut 1953 som Figaro i Barberen i Sevilla, var ansat ved Det Kongelige Teater indtil 1975, hvorefter han i en årrække virkede som operachef 1977-83.
Han blev Ridder af Dannebrogordenen 1965 og Ridder af 1. grad 1982.